# Apogee Stadium
O Apogee Stadium é um estádio localizado em Denton, Texas, Estados Unidos, possui capacidade total para 30.850 pessoas, é a casa do time de futebol americano universitário North Texas Mean Green football da Universidade do Norte do Texas. O estádio foi inaugurado em 2011 em substituição ao Fouts Field demolido em 2018.